# مکتب تائوئیسم کوانژن

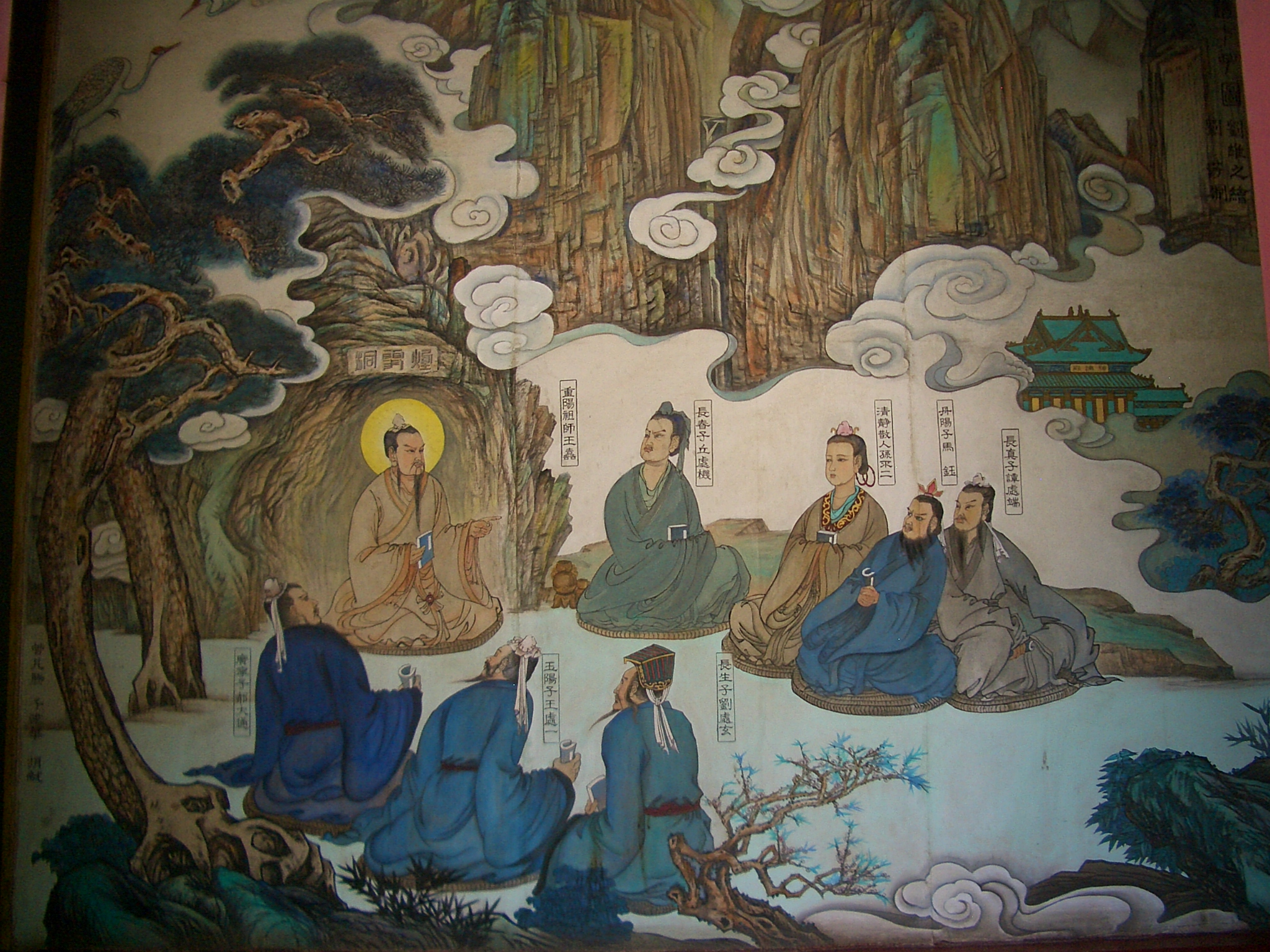
وانگ چونگ یانگ و هفت شاگردش که در معبد چانگچون، ووهان به تصویر کشیده شده‌اند.

مکتب تائوئیسم کوانژن (انگلیسی: Quanzhen School) در حال حاضر یکی از دو فرقه غالب دائوئیسم تائوئیسم در سرزمین اصلی چین است. منشأ آن در چین شمالی و جنوبی در سال ۱۱۷۰ تحت سلسله جین دودمان جین (۱۲۳۴–۱۱۱۵) بود.